# 스커드 레이스
《스커드 레이스》(SCUD Race, "스포츠카 얼티메이트 드라이브(Sports Car Ultimate Drive)")는 세가의 자회사인 세가 AM2가 개발하고 MODEL3 기판을 사용하여 1996년 12월에 출시된 아케이드 전용 경주 게임이다. 북미에서는 세가 슈퍼 GT(Sega Super GT)라는 이름으로 출시되었으며, 세가 새턴 또는 드림캐스트로도 1998년에 발매될 예정이었으나 사정으로 인해 취소되었다. 이 게임은 데이토나 USA의 기반으로 하여 만들어졌다.

## 스커드 레이스 플러스
1997년에 출시된 스커드 레이스의 확장 버전이다. '왕초보(Super-Beginner)' 코스가 추가되었으며, 비밀 차량 4종이 등장하였다.

## 코스
이 게임의 코스는 4가지 코스(스커드 레이스 플러스는 5가지 코스)가 있다.

### 왕초보
이 코스는 스커드 레이스 플러스에서만 등장한다.
- 바퀴(스탠다드 모드): 6
- 출전 차량 수: 40
- 난이도: 왕초보(Super-Beginner)
- 턴수: 2
- BGM: Merry Maze
- 롤링 스타트: 예

다른 코스에 비해 매우 쉬우며, 어린이 놀이장을 배경으로 한다. 그래서인지 출전 차량이 작고, 여기서 고양이가 생쥐를 쫓고 있는 것을 볼 수 있다. 그리고 마지막 부분에 볼링 핀을 넘어트릴 수도 있다. 또한 상대방의 경우 탱크, 버스, 로켓카 등을 볼 수 있다. 스커드 레이스에 등장한 코스 중에서 유일하게 코스명이 없다.

### 초보 (낮) - 돌핀 터널(Dolphin Tunnel)
- 바퀴(스탠다드 모드): 4
- 출전 차량 수: 40
- 난이도: 초보(Beginner)
- 턴수: 8
- BGM: Groovin' Daylight
- 롤링 스타트: 예

이 코스는 일반적으로 쉬우며 지나가다 보면 대교, 해저 터널, 소닉 더 헤지호그가 타고 있는 자동차가 그려진 게임 기어 전용 게임인 소닉 드리프트 광고판, 전망대 지붕 위에 있는 세가 새턴 회전 광고판 등이 보인다.

### 초보 (밤) - 트와일라잇 에어포트(Twilight Airport)
- 바퀴(스탠다드 모드): 4
- 출천 차량 수: 40
- 난이도: 초보(Beginner)
- 턴수: 6
- BGM: Flight In the Dark
- 롤링 스타트: 예

이 코스는 또다른 쉬운 코스이며 밤의 공항을 배경으로 한다. 이곳에서 비행장 등을 볼 수 있으며, 특이하게도 일본항공(JAL)이 등장했다. 이 공항은 나리타 국제 공항을 모티브로 하였다.

### 중급 - 미스터리 루인스(Mystery Ruins)
- 바퀴(스탠다드 모드): 3
- 출전 차량 수: 30
- 난이도: 중급(Medium)
- 턴수: 16
- BGM: Ancient Voice
- 롤링 스타트: 아니오

이 코스는 자연을 무대로 하여 시작/도착 지점에 토템 폴이 등장한다. 이 외에도 지나가다 보면 횟불, 폭포 등을 볼 수 있다. 이 코스의 폭포는 나이아가라 폭포를 모티브로 하였다.

### 상급 - 클래식 캐슬(Classic Castle)
- 바퀴(스탠다드 모드): 3
- 출전 차량 수: 20
- 난이도: 상급(Expert)
- 턴수: 16
- BGM: Breeze Of The Middle Ages
- 롤링 스타트: 아니오

이 코스는 중세의 마을을 배경으로 한다. 지나가다 보면 거대 성이 보인다.
후에 아웃런 2 엑스박스 버전을 비밀 코스로 몇몇 요소를 삭제하고는 이식되기도 했다.

## 자동차
이 게임에서 등장하는 차는 실제 차량 4대이며, 모두 BPR 글로벌 GT 시리즈 출전 차량을 활용했다. 이 외에도 스커드 레이스 플러스에서는 3대의 비밀 차량과 1마리의 동물을 등장하였다.

### 포르쉐 911(이지 드라이빙, 자동차 번호 22)
- 모델: 1996 포르쉐 911
- 난이도: 쉬움, 초보자에게 권장한다.
- 최고 속도: 209mph(자동), 214mph(수동)

### 페라리 F40(노멀 드라이빙, 자동차 번호 27)
- 모델: 1992 페라리 F40
- 난이도: 보통, 조금 경험이 있는 사람들에게 권장한다.
- 최고 속도: 217mph(자동), 223mph(수동)

### 닷지 바이퍼(하이 토크, 자동차 번호 32)
- 모델: 1996 닷지 바이퍼
- 난이도: 어려움, 상급자에게 권장한다.
- 최고 속도: 210mph(자동), 217mph(수동)

### 맥라렌 F1(하이 스피드, 자동차 번호 2)
- 모델: 맥라렌 F1
- 난이도: 어려움, 전문가에게 권장한다.
- 최고 속도: 221mph(자동), 229mph(수동)

### 버스(매치리스)
- 최고 속도: 204mph(자동), 212mph(수동)

### 탱크(슈터)
- 최고 속도: 175mph(자동, 수동 모두)

이 탱크는 자동차를 쓰러 트릴 수도 있다.

### 고양이(퀵 무브)
최고 속도: 168mph(자동, 수동 모두)
출전 차량 중에서 유일하게 차량이 아니라 동물인 고양이다.

### 로켓 (울트라 스피드)
- 최고 속도: 248mph(자동, 수동 모두)

이 차는 등장하는 차량 중에서 가장 빠르다.
닷지 바이퍼나 맥라렌 F1에 비해 더 빠르다.